# Gaston Marcellin
Gaston Eugène Marcellin, né le 5 mai 1882 à Piégon (Drôme) et mort le 22 septembre 1914 à Saint-Remy-la-Calonne (Meuse) est un auteur français.
Son nom est inscrit au Panthéon puisqu'il fait partie des "560 écrivains morts pour la France de 1914 à 1918" lors de la première guerre mondiale.
Il est l'auteur d'un seul ouvrage intitulé Lettres d'un disparu, publié en 1925 par Abel Biasse, un ami, professeur de français, dans la revue bimensuelle Les Cahiers de la quinzaine, pour être, par la suite, réuni, avec d'autres œuvres de ses compagnons de guerre, dans l'Anthologie des écrivains morts à la guerre (1914-1918)(tome IV), publiée en 1926.
Gaston Marcellin, avant de s'engager dans l'infanterie, est instituteur puis professeur de mathématiques dans un collège ecclésiastique breton. Au départ anticlérical et socialiste, il se convertit au catholicisme pour retourner au socialisme, à la veille de la guerre. Il est également doté d'une grande sensibilité littéraire, philosophique et artistique, comme le prouvent les causes de son adhésion au catholicisme, à savoir "la beauté des cathédrales, la poésie des rites, le dogme supersocialiste de la communion des saints, la majesté positiviste de la tradition et de la hiérarchie".